# Wedding Album
Wedding Album (englisch ‚Hochzeitsalbum‘) ist das dritte Album, das John Lennon gemeinsam mit seiner Ehefrau Yoko Ono aufnahm. Es wurde am 7. November 1969 in Großbritannien und am 20. Oktober 1969 in den USA veröffentlicht.

## Entstehungsgeschichte

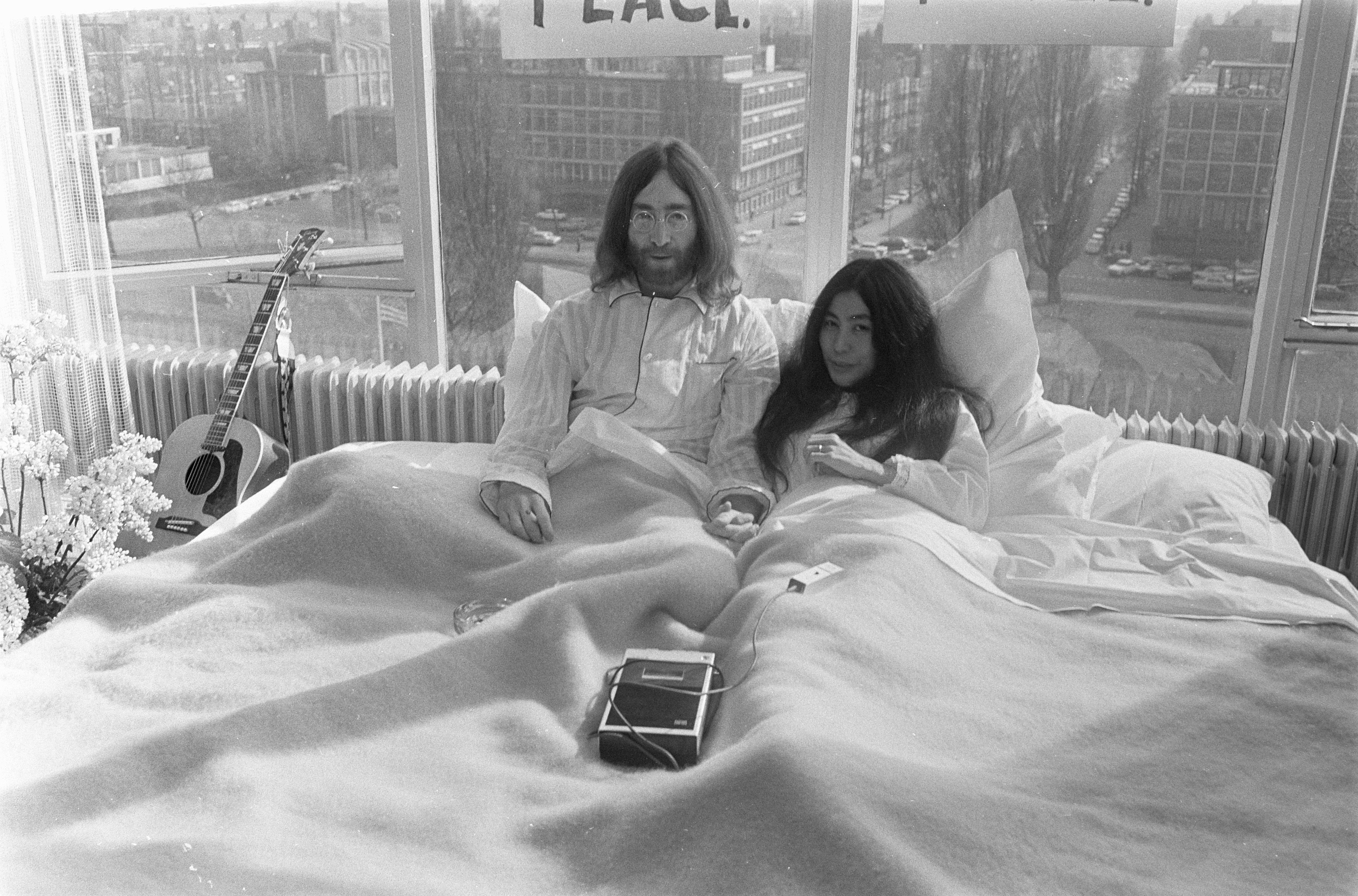
John Lennon und Yoko Ono in Amsterdam, 1969

Der dritte und letzte Teil der Unfinished-Music-Serie, die das gemeinsame Leben von John Lennon und Yoko Ono dokumentiert, wurde unter dem Namen Wedding Album veröffentlicht. Es handelt sich hier wiederum, wie bei den Vorgängeralben Unfinished Music No.1: Two Virgins und Unfinished Music No. 2: Life with the Lions um ein avantgardistisches Album. Der Veröffentlichungsgrund des Albums war die Eheschließung des Paares vom 20. März 1969 in Gibraltar.

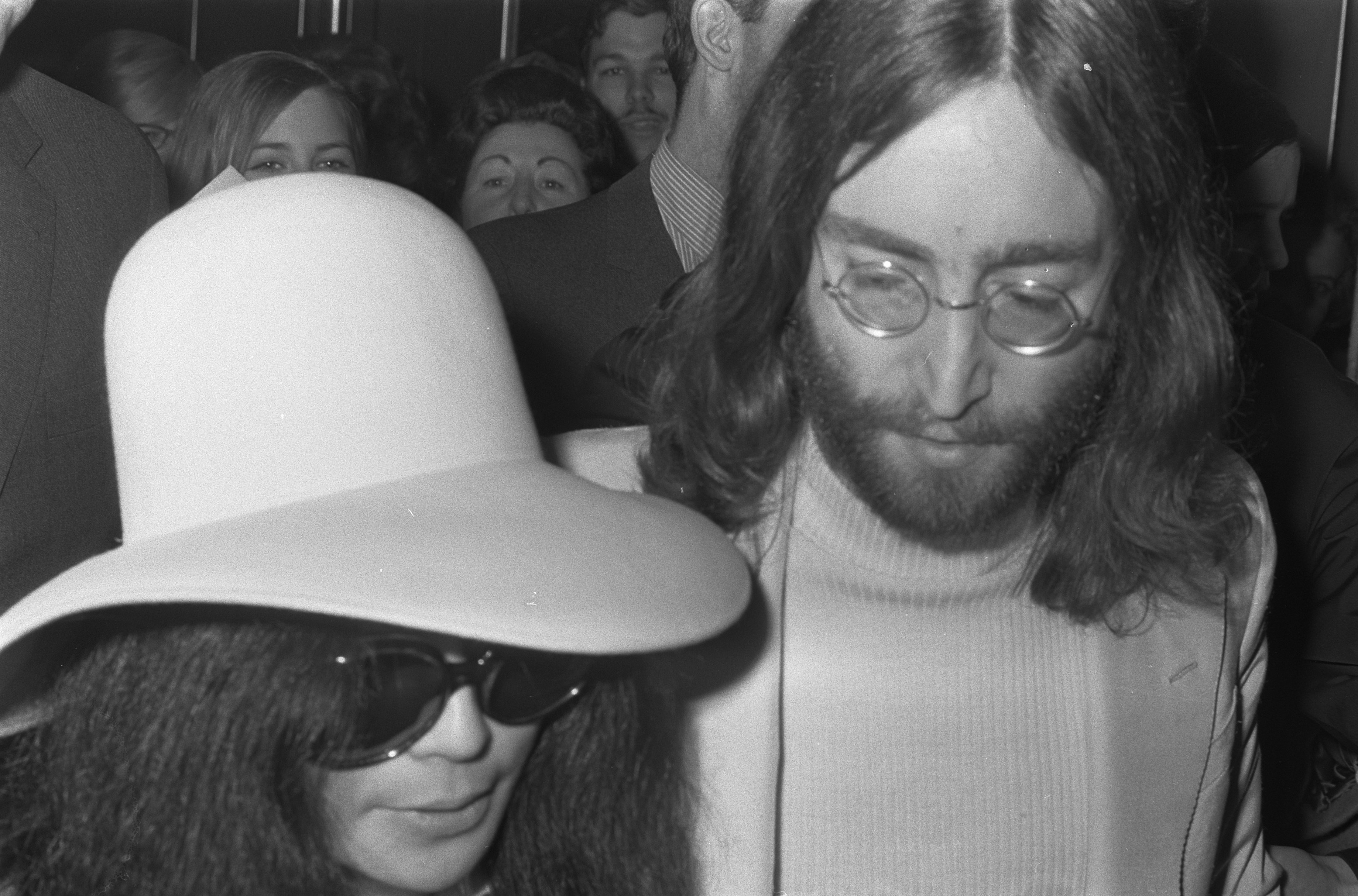
John Lennon und Yoko Ono in Amsterdam, 1969

Die Originalversion des Albums umfasst lediglich zwei Titel, der erste John & Yoko wurde am 22. April 1969 in den Abbey Road Studios aufgenommen und besteht ausschließlich um eine fortwährende Aneinanderreihung der Vornamen John und Yoko, wobei John Lennon und Yoko Ono dieses in verschiedenen Stimmlagen tun. Fünf Tage später kehrten sie zurück, um den Track neu aufzunehmen, wobei die Aufnahmen und das Mischen zwischen 3 und 8 Uhr abgeschlossen waren.
Die veröffentlichte Version war eine Kombination der Aufnahmen vom 22. und 27. April. John Lennon editierte die beiden zusammen am 1. Mai 1969.
Die zweite Seite, Amsterdam, wurde mit einem Kassettenrekorder im Hilton Hotel in Amsterdam während eines bed-in auf der Hochzeitsreise aufgenommen. Der Titel Amsterdam unterteilt sich in die Lieder John, Let’s Hope for Peace, Goodbye Amsterdam, Goodbye, Bed Peace und den Beatles-Titel Goodnight. Ein Großteil von Amsterdam bestand aus Interviews von Lennon und Ono, in denen sie ihre Friedenskampagnen erklärten, und Diskussionen miteinander. Die Rede war auch durchsetzt mit den Geräuschen von Möwen, Industrielärm, Verkehr, spielenden Kindern und Sitars.
John Lennon sagte 1980 über das Album: „Es war, als würden wir unsere Hochzeit mit jedem teilen, der sie mit uns teilen wollte. Wir haben keine Hit-Platte davon erwartet. Es war eher ein... Deshalb haben wir es Hochzeitsalbum genannt. Wissen Sie, die Leute machen ein Hochzeitsalbum, zeigen es den Verwandten, wenn sie vorbeikommen. Nun, unsere Verwandten sind die... Was man Fans nennt, oder Leute, die uns nach draußen folgen. Das war also unsere Art, sie an der Hochzeit teilnehmen zu lassen.“

## Die Verpackung und das Cover
Das Album befindet sich in einer Pappbox, die noch verschiedene Andenken von der Hochzeit beinhaltet: Ein Poster, ein abfotografiertes Stück vom Hochzeitskuchen, eine Kopie der Hochzeitsurkunde, Zeichnungen von John Lennon, eine Plastiktüte, eine Reihe von vier Passfotos, eine Postkarte und ein 20-seitiges Buch mit Presseartikeln.
Die Covergestaltung sowie die Gestaltung der Box erfolgte von John Kosh.

## Wiederveröffentlichungen
- Die remasterte CD-Wiederveröffentlichung erfolgte am 3. Juni 1997 von Rykodisc Records und enthält ein bisher unveröffentlichtes Bonusstück aus den Sessions im Queen Charlotte Hospital vom November 1968, Don’t Worry Kyoko (Mummy’s Only Looking for Her Hand in the Snow) von Yoko Ono. John Lennon spielt bei diesem Titel akustische Gitarre und Yoko Ono singt. Who Has Seen the Wind? ist die B-Seite der Single Instant Karma! (We All Shine On) und Listen, the Snow is Falling ist die B-Seite der Single Happy Xmas (War Is Over); beide B-Seiten wurden von Yoko Ono komponiert und gesungen. Das Remastering erfolgte von George Marino und Rob Stevens in den Sterling Sound Studios unter der Aufsicht von Yoko Ono in New York.[1]
- Am 22. März 2019, zum 50. Hochzeitstag von John Lennon und Yoko Ono, wurde das erneut remasterte Album als CD und Vinyl-Langspielplatte (auf weißen[2] und klaren[3] Vinyl gepresst) auf den Labeln Secretly Canadian / Chimera Music veröffentlicht. Die CD wurde von Greg Calbi und Ryan Smith, das Vinylalbum wurde von Greg Calbi und Sean Lennon remastert. Die CD hat keine Bonuslieder und wurde in einem aufklappbaren Pappcover vertrieben. Der CD liegt ein zwölfseitiges bebildertes Begleitheft bei, das Information zum Album enthält. Das Vinyl-Album beinhaltet die gleiche Verpackung wie die Originalpressung aus dem Jahr 1969.

## Titelliste
Seite 1
- John & Yoko – 22:41

Seite 2
- Amsterdam – 24:54

Bonus-Titel (1997)
1. Who Has Seen the Wind? – 2:03
2. Listen, the Snow is Falling – 3:22
3. Don’t Worry Kyoko (Mummy’s Only Looking for Her Hand in the Snow) – 2:14

## Chartplatzierungen
| ChartsChartplatzierungen       | Höchstplatzierung | Wochen |
| ------------------------------ | ----------------- | ------ |
| Vereinigte Staaten (Billboard) | 178 (3 Wo.)       | 3      |